# Diabolique
Diabolique è un film statunitense del 1996 diretto da Jeremiah S. Chechik.
La pellicola è un remake del film I diabolici (1955) di Henri-Georges Clouzot, tratto dal romanzo Celle qui n'était plus (1952) di Pierre Boileau e Thomas Narcejac, con l'azione trasferita nei dintorni di Pittsburgh in Pennsylvania.

## Trama
Mia Baran è una ex suora che ha ereditato un collegio maschile. Dopo il matrimonio con Guy, ed averlo reso cointestatario dell'immobile, si accorge che in realtà è un uomo avido e prepotente, ma soprattutto infedele, a tal punto da tradire Mia Baran con una dipendente del collegio, di cui lui è il preside, l'insegnante di matematica Nicole Horner. Nicole Horner diventa amica di Mia Baran ed escogita un piano per liberarsi di Guy.
Durante un week-end la invita a casa sua a Pittsburgh facendole conoscere i suoi vicini, tra l'altro locatari di Nicole Horner, affinché possano fungere da eventuali alibi, quindi dice a Mia Baran di invitare Guy a casa sua per parlare del divorzio. Mia Baran, nella casa di Nicole Horner, trova  una giacca di Guy, ciò le fa capire che il marito frequenta la casa dell'amica. Nicole Horner mette dei sonniferi nel whisky che Mia Baran poi offrirà a Guy e va dai vicini per distrarli. Quando Guy arriva, dopo una breve colluttazione, Mia Baran riesce ad addormentarlo, quindi al ritorno di Nicole Horner, lo affogano nella vasca; tuttavia all'improvviso Guy si sveglia e cerca di uscire, ma Nicole Horner e Mia Baran riescono a farlo soffocare. Successivamente lo mettono in un baule di vimini e lo portano al collegio, dove lo buttano nella piscina della scuola. A Mia Baran, mentre getta il cadavere, cadono nell'acqua gli occhiali da sole.
L'indomani, però, il cadavere non riemerge. Le condizioni di salute di Mia Baran, cardiopatica, iniziano a peggiorare. Con un pretesto, Nicole Horner riesce a far svuotare la piscina dove, tuttavia, non viene rinvenuto nessun cadavere. Nel frattempo Mia Baran, nella sua camera del collegio, trova la giacca lavata e stirata che Guy indossava la sera dell'omicidio e, nella giacca, un rullino e delle chiavi di motel. Il rullino contiene delle foto di Guy nonché di Mia Baran e Nicole Horner riprese mentre trascinano il baule in vimini. Mia Baran, sempre più terrorizzata, non riesce a spiegarsi chi possa aver scattare le foto. Nicole Horner nel frattempo la consola dicendole che ha trovato i soldi spariti dal conto della scuola e che Guy aveva sottratto, confessandole che in realtà lei e Guy erano soci. Mia Baran intuisce quindi che Nicole Horner abbia trovato i soldi prima di uccidere Guy, altrimenti avrebbe ucciso l'unica persona che sapeva dove fossero. Così facendo mette in dubbio l'amicizia di Nicole Horner, dalla quale si allontana.
Riceve poi un giornale con un articolo in cui viene detto che un uomo è stato ritrovato morto nel fiume, si reca alla polizia ma scopre che non si tratta di Guy. La detective Shirly Vogel capisce che la donna le nasconde qualcosa. Mia Baran la conduce al collegio dove le fa conoscere Nicole Horner. La detective inizia a sospettare delle due donne. Nel frattempo arriva una certa Lisa Campos che, presentandosi incinta di Guy, chiede i soldi alla signora Baran per l'aborto. Mentre Nicole Horner era ignara di questo fatto, Mia Baran ne era già a conoscenza, quindi cede i soldi alla Campos. Quest'ultima dice loro di aver visto Guy durante la settimana, facendo capire a Mia Baran che Guy è sicuramente vivo. Nicole Horner chiede a Mia Baran perché non le avesse detto della Campos e Mia Baran risponde che non voleva ferirla come è stata ferita lei. A quel punto Nicole Horner capisce che in realtà Guy non l'amava.
Nel frattempo un ragazzino del collegio restituisce a Mia Baran gli occhiali da sole che le erano caduti nella piscina. Il ragazzino in questione è un voyeur che spiava molto spesso Mia Baran. Inoltre, durante una festa nel collegio, Mia Baran crede di vedere Guy dalla finestra di un'aula che la fissa, e si impaurisce sempre di più. Dopo una serie di eventi, Mia Baran chiede a Nicole Horner di abbandonare la scuola lasciandole, a sua insaputa, una quota di denaro che era scomparso dalla scuola nella sua borsetta. Mentre Nicole Horner se ne va, Mia Baran trova nella vasca da bagno Guy e, dalla paura, subisce un nuovo attacco di cuore e sviene. Nel frattempo Nicole Horner, viaggiando, trova per caso i soldi nella borsetta e decide di tornare da Mia Baran. Una volta tornata, la trova a terra in bagno con Guy che la guarda.
A quel punto si capisce il piano: Nicole Horner e Guy avevano deciso di liberarsi di Mia Baran terrorizzandola tanto da provocarle un attacco di cuore fatale. Tuttavia Nicole Horner, nel frattempo, si rende conto che Mia Baran è una vera amica ed entrambe erano state usate da Guy (che intanto aveva una relazione con la Campos). Mia Baran tuttavia non è morta, ma soltanto svenuta. Alla fine c'è una lotta nella piscina dove Mia Baran salva Nicole Horner da Guy, prima aprendogli il cranio con un rastrello, e poi insieme uccidono Guy nella piscina facendolo affogare. Spettatrice di tutto è proprio la detective che dice a Mia Baran di sostenere la legittima difesa. Mia Baran lascia Nicole Horner senza concederle il perdono.